# Общинник
Общи́нник в Древней Руси — крестьянин, член сельской общины.
Общинники (иначе люди, в единственном числе — «людин», отсюда — «простолюдин») являлись основным населением Древней Руси.
Свободный общинник имел право и возможность непосредственно участвовать в политической жизни и своим голосом на вече оказывать влияние на все важнейшие государственные решения.